# Mexichromis kempfi
Mexichromis kempfi is een zeenaaktslak die behoort tot de familie van de Chromodorididae. Deze slak komt voor in het westen van de Atlantische Oceaan, van de Caraïben tot São Paulo in Brazilië, op een diepte tot 20 meter.
De slak heeft op de rug een lange, dorsale witte lijn, omzoomd met een brede lichtgroene band. Rond die band liggen afwisselend zwarte en witte vlekken, die een lijn vormen. De mantelrand bestaat uit een gele lijn. De kieuwen en de rinoforen zijn blauw tot paars. De voet van de slak is vrij puntig en azuurblauw. Ze wordt, als ze volwassen is, zo'n 2 cm lang.